# Juliana Top
Il Juliana Top o Julianatop (1.280 m) è una montagna del Massiccio della Guiana nelle Montagne di Guglielmina ed è il punto più elevato del Suriname. Il monte prende nome dalla regina Giuliana dei Paesi Bassi.